# Pemfigoide
El pemfigoide és un grup de rares malalties ampul·lars autoimmunitàries de la pell i de les membranes mucoses. Com el seu nom indica, el pemfigoide és similar en aspecte general al pèmfig, però, a diferència del pèmfig, el pemfigoide no presenta acantòlisi, una pèrdua de connexions entre les cèl·lules de la pell.
El pemfigoide és més freqüent que el pèmfig i és una mica més freqüent en dones que en homes. També és més freqüent en persones majors de 70 anys que en persones més joves.

## Classificació

### IgG
Es considera que les formes del pemfigoide són malalties de la pell autoimmunitàries del teixit connectiu. N'hi ha de diversos tipus:
- Pemfigoide gestacional, abans anomenat Herpes gestationis
- Pemfigoide ampul·lar, afecta rarament la boca
- Pemfigoide cicatricial (o pemfigoide de les mucoses), sense afectació cutània

El pemfigoide de les mucoses sol afectar persones majors de 60 anys. El pemfigoide gestacional es produeix durant l'embaràs, normalment al segon o tercer trimestre, o immediatament després de l'embaràs.

### IgA
Normalment es considera que el pemfigoide està mediat per IgG, però també s'han descrit formes mediades per IgA.
Aquestes malalties mediades per IgA sovint poden ser difícils de tractar fins i tot amb medicaments normalment efectius com el rituximab.